# تلیسی، کامارینه شمالی
تلیسی، کامارینه شمالی (به لاتین: Talisay) یک منطقهٔ مسکونی در فیلیپین است که در کامارینه شمالی واقع شده‌است.